# Bombylius obscuripennis
Bombylius obscuripennis är en tvåvingeart som beskrevs av Paramonov 1929. Bombylius obscuripennis ingår i släktet Bombylius och familjen svävflugor. Inga underarter finns listade i Catalogue of Life.